# Christian Rudolph Wilhelm Wiedemann
Christian Rudolph Wilhelm Wiedemann (Braunschweig, 7 november 1770 – Kiel, 21 december 1840) was een Duitse verloskundige, natuurwetenschapper en universitair docent.
Wiedemanns vader Conrad Eberhard Wiedemann (1722-1804) was kunsthandelaar. Zijn moeder werd geboren als Dorothea Frederike Raspe (1741-1804) en was een in kunst geïnteresseerde bankiersdochter.
Na zijn schoolopleiding in Braunschweig ging hij in 1790 geneeskunde studeren aan de Universiteit van Jena. Hij was een tijdgenoot van de dichter Friedrich von Hardenberg en een van de vele leerlingen van Johann Friedrich Blumenbach. Eind 17e eeuw was er in Brunswick een beweging gevestigd die ernaar streefde het Duits tot wetenschappelijke taal te verheffen. Wiedemann was in staat om Latijn, Engels, Frans en Italiaans te lezen en vond werk als vertaler.
Met zijn onderzoek naar twee- en vliesvleugeligen en kevers verwierf hij bekendheid als entomoloog. Hij reisde naar Saksen en Bohemen en promoveerde in 1792 tot doctor in de medicijnen. Vervolgens ging hij naar Engeland om zijn kennis van de mineralogie te verhogen. In 1794 werd hij benoemd tot hoogleraar anatomie aan het Collegium Carolinum in Braunschweig. Wiedemanns meeste belangstelling bleef uitgaan naar de entomologie, maar hij was ook geïnteresseerd in de mineralogie en conchologie. In 1827 bevatte zijn collecties 5000 mineralen en meer dan 3500 soorten Diptera.
Op 28 maart 1796 trouwde Wiedemann in Braunschweig met Louise Michaelis, een dochter van oriëntalist Johann David Michaelis.

## Enkele werken en vertalingen
- Georges Cuvier, 1798 Tableau Élémentaire as Cüviers elemantarischer Entwurf der Naturgeschichte der Thiere, aus dem Französischen übersetz ind mit Anmmerkungen versehen von C.R.W. Wiedemann. Brunswick, 1800. (vertaling)
- Über Pariser Gebäranstalten und Geburtshelfer, den letzen Schamfugenschnitt und einige andere zu Paris beobachtete Geburtsfälle. Brunswick 1803.
- Unterricht für Hebammen. Brunswick, 1802. Medical – A Manual for Midwives. A Danish edition, Undervissung for Giordemødre gepubliceerd in 1805. Later uitgegeven als onderdeel van Lesebuch für Hebammen, 1814.
- Anweisung zur Rettung der Ertrunkenen, Ersticken, Ehrängten, vom Blitze Erschlagenen, Erfrornen und Vergiftaten; nach den neuesten Beobachtungen entworfen. Brunswick, 1796 (2e editie 1804).
- Met Karl Gustav Himly en T.G.A. Roose, Über das Impfen der Kuhpocken für besorgte Mütter. Brunswick, 1800.
- J. Stuve Lehrbuch der Kenntniss des menschlichen Körpers und der Gesundheitslehren. Brunswick, 1805.
- B. Harwood’s System der vergleichenden Anatomie ud Physiologie. Aus dem Englischen übersetzt und mit Anmerkungen und Zusätzen versehen von C.R.W. Wiedemann. Berlin, 1790. (vertaling)
- J. Méhée. Über die Schusswunden. Brunswick, 1801. (vertaling)
- Antoine-François de Fourcroy System der chemischen Kenntnisse. 1801. (vertaling)
- Handbuch der Anatomie English Handbook of Anatomy.1796 (2e edities in 1802 and 1812)
- Übersicht der mineralogischen einfachen fossilien. 1800.
- Tabulae animalium invertebratorum. 1810.
- Diptera exotica: sectio I. Kiliae: [s.n.], 1820.
- Munus rectoris in Academia Christiana Albertina aditurus Analecta entomologica ex Museo Regio Havniensi... Kilisae: el regio typographeo scholarum, 1824.
- Aussereuropäische Zweiflügelige Insekten. Hamm, 1828-1830.

- CiNii: DA05867617
- Gemeinsame Normdatei: 117353051
- International Standard Name Identifier: 0000 0000 8121 7746
- Library of Congress Control Number: n84026170
- Nationale Bibliotheek van Tsjechië: mzk2009533473
- Nederlandse Thesaurus van Auteursnamen: 157237435
- LIBRIS: 173833
- Système universitaire de documentation: 230477968
- Trove: 1140029
- Virtual International Authority File: 42612970
- WorldCat: E39PBJmxYPGyttJF8yM8kxmfMP